# TAP快運航空航點列表
以下為TAP快運以它的母公司TAP葡萄牙航空名義飛行的航點。

## 非洲
摩洛哥
- 卡薩布蘭卡 - 穆罕默德五世國際機場
- 馬拉喀什 - 馬拉喀什－邁納拉國際機場
- 丹吉爾 - Tangier Ibn Battouta Airport（英语：Tangier Ibn Battouta Airport）

## 欧洲
法国
- 波爾多 - 波爾多-梅里尼亞克機場
- 里昂 - 里昂聖埃克絮佩里機場
- 馬賽 - 馬賽普羅旺斯機場
- 南特 - 南特大西洋機場（法语：Aéroport de Nantes-Atlantique）
- 尼斯- 尼斯藍色海岸機場
- 巴黎 - 巴黎-奧利機場
- 圖盧茲 - 圖盧茲-布拉尼亞克機場

德國
- 科隆 - 科隆/波恩機場
- 斯圖加特 - 斯圖加特機場
- 杜塞爾多夫 - 杜塞爾多夫機場

荷兰
- 阿姆斯特丹 - 阿姆斯特丹史基浦機場

盧森堡
- 盧森堡 - 盧森堡芬德爾機場

葡萄牙
- 法魯 - 法魯機場
- 里斯本 - 里斯本機場
- 波爾圖 - 波爾圖機場
- 聖港 - 聖港島機場（英语：Porto Santo Airport）

西班牙
- 巴塞隆拿 - 巴塞隆拿-埃爾普拉特機場
- 大加那利岛 - 大加那利岛机场
- 马德里 - 阿道弗·苏亚雷斯马德里-巴拉哈斯机场
- 毕尔巴鄂 - 毕尔巴鄂机场
- 阿利坎特 - 阿利坎特-埃爾切機場
- 巴伦西亚 - 巴伦西亚机场
- 拉科鲁尼亚 - 拉科鲁尼亚机场
- 阿斯图里亚斯 - 阿斯图里亚斯机场
- 马拉加 - 馬拉加機場
- 塞维利亚 - 圣保罗机场
- 維戈 - 維戈-佩納多機場（英语：Vigo–Peinador Airport）

联合王国
- 倫敦 - 格域機場
- 倫敦 - 倫敦城市機場
- 曼彻斯特 - 曼彻斯特機場

瑞士
- 蘇黎世 - 蘇黎世機場